# نرجس أخضر الأزهار
النرجس أخضر الأزهار نوع نباتي يتبع جنس النرجس من الفصيلة النرجسية. ينمو النبات من بصلة شتوية مبكرة معمرة.

## الموئل والانتشار
يعد النرجس أخضر الأزهار متوطنًا في المغرب العربي وإسبانيا.